# 家婦
家婦（羅馬化：balabusta）是一个用于指代优良持家之妇的意第绪语单词。该表达源自希伯来语中表示“房主”或“一家之主”的单词。最早从希伯来语复合名词bá'al habáyit（直译：「家的（男）主人」）以其阳性形式借至阿什肯纳兹希伯来语，发音作balebos；其阴性形式则作balabusta（直译：「家的（女）主人」）。该词最终比希伯来语中表示女性房主的原始表达形式bá'alat habáyit（希伯來語：בַּעַל הַבַּיִת）更流行（后者在现代希伯来语中的意思是“（女）地主”。）
balabusta和baleboste在发音上的差异则是由不同意第绪语方言的音系分化所造成的，其中 אָ（komets alef）的发音在某些地区从 /ɔ/ 变为 /ʊ/。